# Nîmes
Nîmes [nym] (nesklonné; okcitánsky Nimes lat. Nemausus) je město na jihu Francie, v regionu Okcitánie, hlavní město departementu Gard. Město s bohatou historií a množstvím zejména starověkých památek leží mezi Středozemním mořem a pohořím Cévennes, v kraji, kde se od nepaměti pěstovalo víno a olivy. Nimes je sídlem vysokých škol a biskupství, od 18. století významným střediskem textilního průmyslu. Tkanina, z niž se šijí džíny, se nazývá denim, tj. doslova „z Nimes“, kde se začala vyrábět. Město je zapsáno v Seznamu světového dědictví UNESCO.

## Geografie
Sousední obce: Milhaud, La Calmette, La Rouvière, Gajan, Parignargues, Caveirac, Générac, Saint-Gilles, Caissargues, Bouillargues, Rodilhan, Marguerittes a Poulx.

## Historie
Město Nimes se v období Keltů jmenovalo Nemausos a bylo hlavním městem oblasti Volcae Arecomici v římské provincii Gallia Narbonensis. Z tohoto období pochází do dneška zachovaná "Velká věž" (Tour Magne), která byla Římany začleněna do 7 km dlouhého opevnění města. Výhodně položené město u silnice Via Domitia mělo významnou mincovnu a zhruba 25 000 obyvatel. O tehdejším významu vypovídají zachované památky jako jsou Amfiteátr, castellum, 50 km dlouhý akvadukt s mostem Pont du Gard severně od města, Maison Carrée (jeden z nejlépe zachovaných římských chrámů vůbec) nebo Augustova brána.
V pozdní antice se Nimes stalo biskupským sídlem a na počátku 5. století bylo dobyto Vizigóty, kteří toto území dlouho bránili v bojích s Franky. Roku 725 dobyli Nimes Arabové, roku 752 je dobyl zpět Pipin Krátký a dlouho mu vládla místní hrabata. Roku 1228 je dobyl král Ludvík VII. a po roce 1250 připadlo definitivně k Francii.
Od počátku 16. století se významná část obyvatel přiklonila k reformaci a do konce století město zažilo mnoho násilí. V 18. století zdejšímu hospodářství prospěl průplav Canal du Midi, spojující Atlantský oceán se Středozemním mořem. Po Francouzské revoluci vypukly v kraji další kruté bouře, v průběhu 19. století však město opět prosperovalo a bohatlo. Za obou světových válek nebylo příliš poškozeno, za Druhé světové války byl kraj kolem Nimes útočištěm četných partyzánů.

## Pamětihodnosti
- Aréna (Arènes) z doby kolem roku 70 n. l. o rozměrech 133 x 101 m, s dvojím patrem arkád a více než 20 tisíci míst. Roku 1984 byla nákladně opravena a založena při ní první francouzská škola tauromachie (býčích zápasů), slouží také pro kulturní události. Má nyní pohyblivou střechu a přes 16 tisíc míst k sezení.
- Maison Carrée (čtvercový dům) z roku 19 př. n. l. je jeden z nejlépe zachovaných římských chrámů.
- Tour Magne, zbytek starověkého opevnění na návrší Mt Cavalier za Jardin de la Fontaine, slouží jako vyhlídková věž. Další dvě zachované starověké brány jsou Augustova a Francouzská.
- Castellum divisorium (rue Lampèze, na úpatí Fort Vauban) je koncová nádrž římského vodovodu, odkud se voda olověnými trubkami rozváděla do kašen a cisteren po městě. Jediná zachovaná stavba svého druhu ve Francii sloužila i ve středověku, obdobná konstrukce se dochovala v Pompejích.
- Katedrála Panny Marie a sv. Castora, trojlodní románská stavba ze 12. století, ve 14. století rozšířená a v 17. století po náboženských válkách barokně přestavěná. V 19. století byla opravena v novobyzantském slohu, jen západní průčelí se zachovalo s původní středověkou plastickou výzdobou.
- Jardins de la Fontaine, velkolepý barokní park na severozápadním okraji historického města, s řadou dalších antických zřícenin (Dianin chrám, Augustova brána, aj.)
- Carré d’art, muzeum moderního umění podle návrhu amerického architekta Normana Fostera (1986) stojí naproti Maison Carrée.

## Galerie

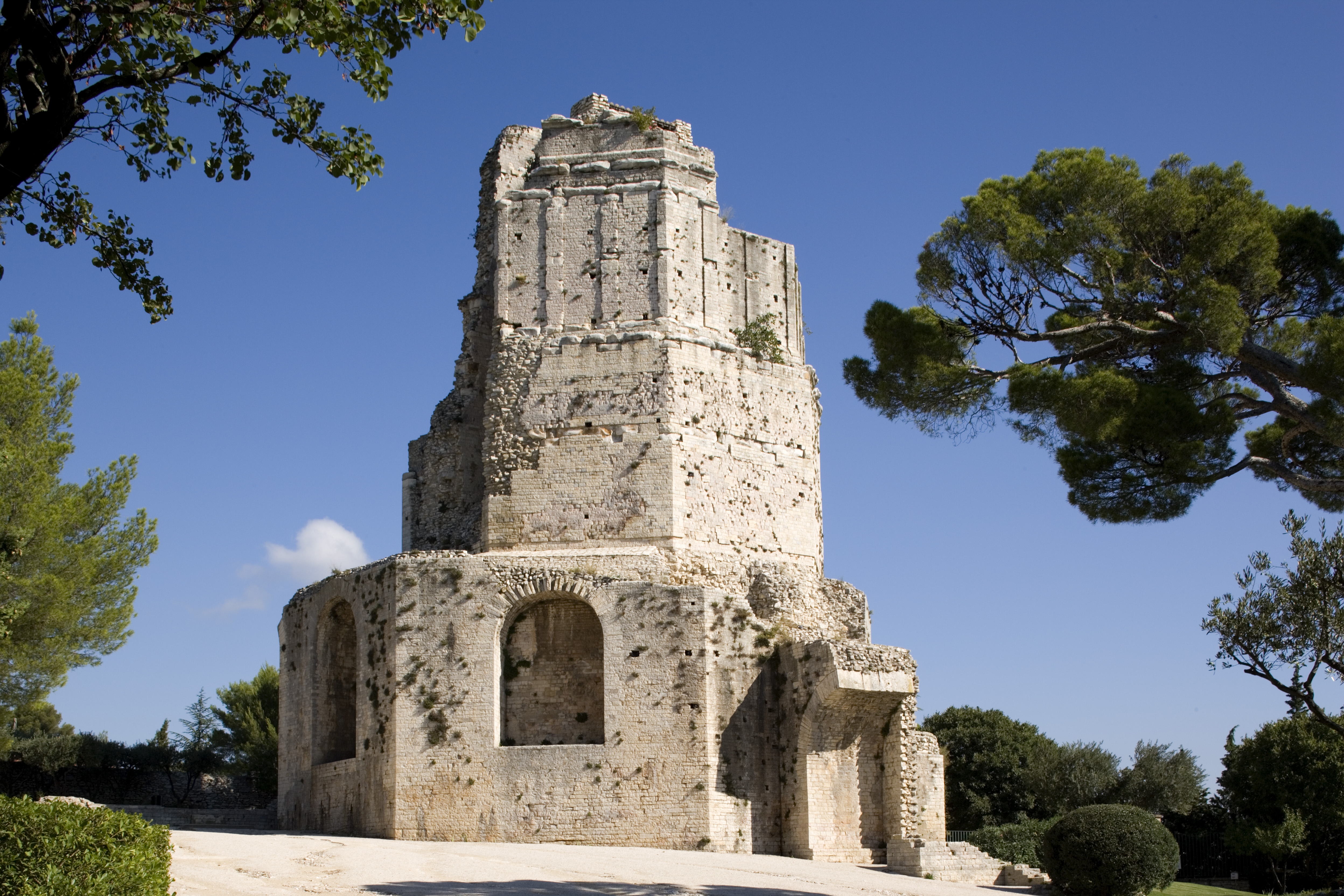
Tour Magne
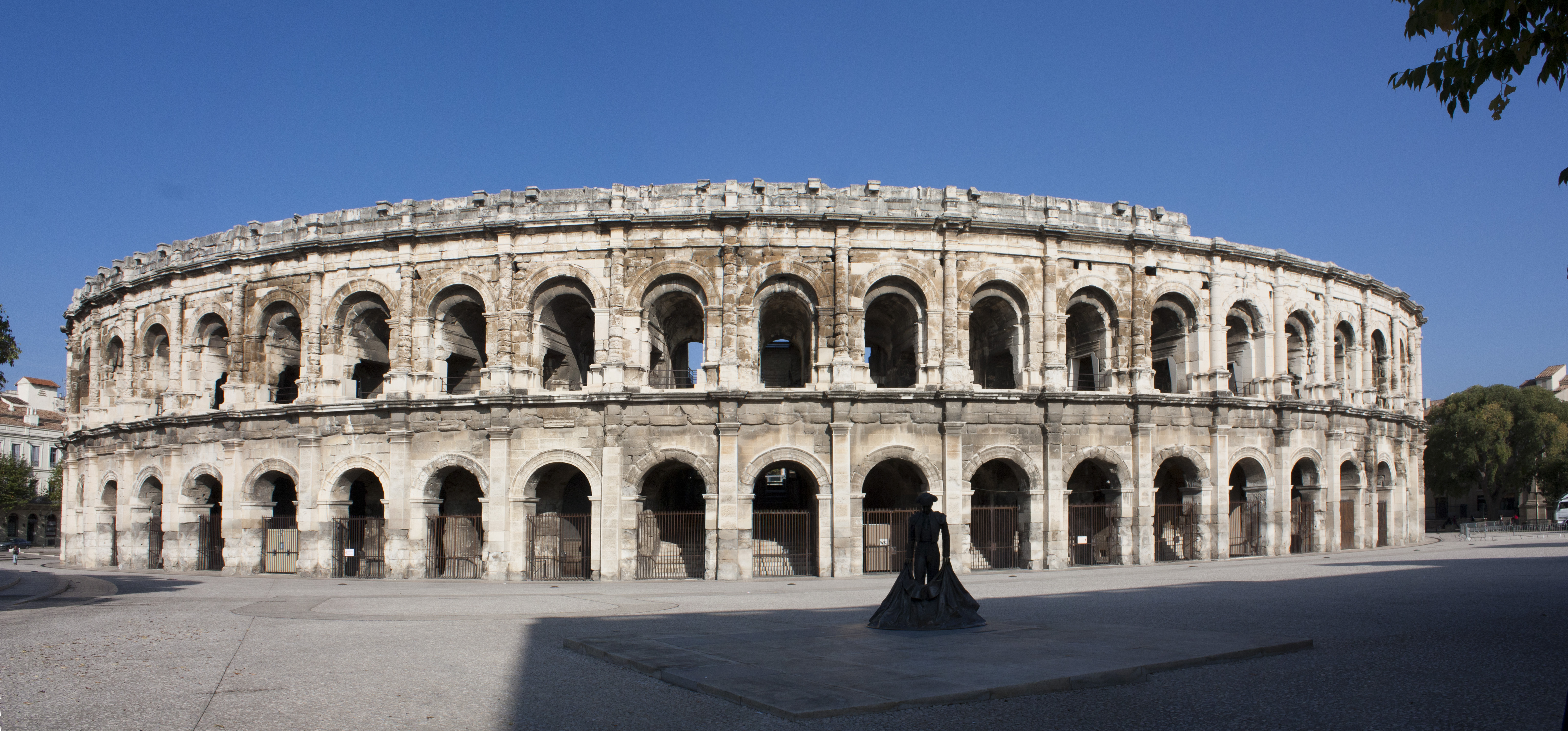
Amfiteátr
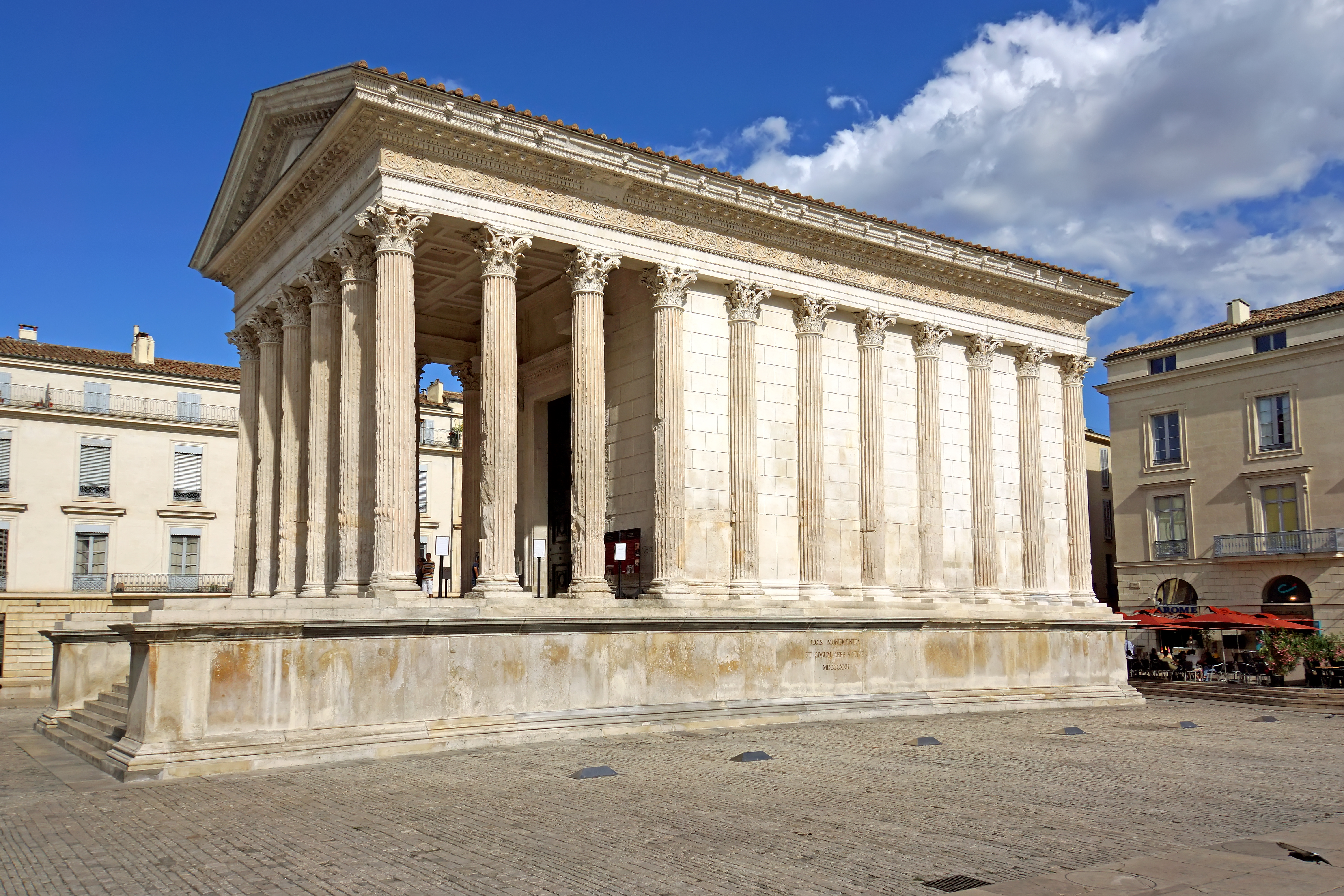
Maison Carrée
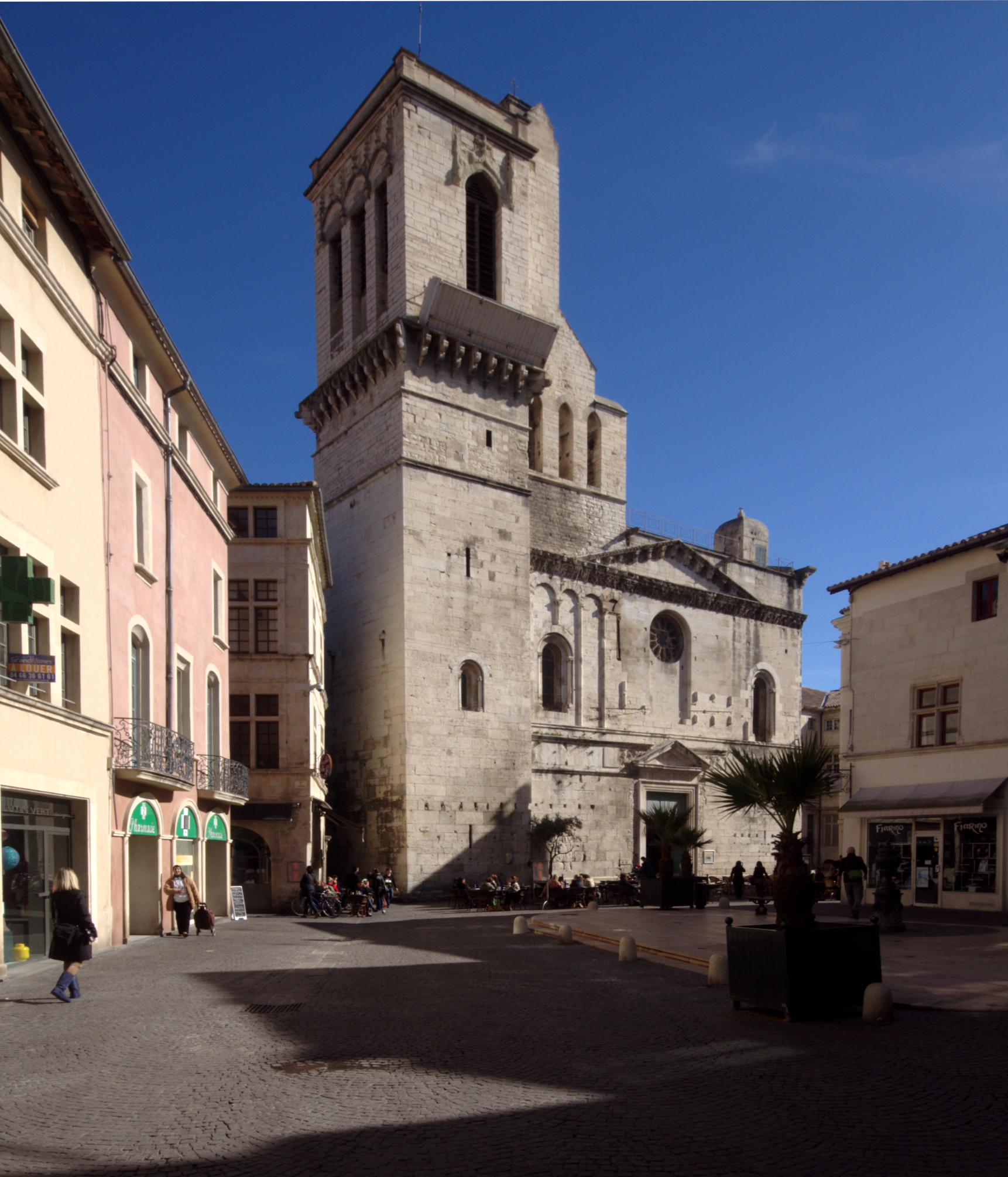
Katedrála, průčelí
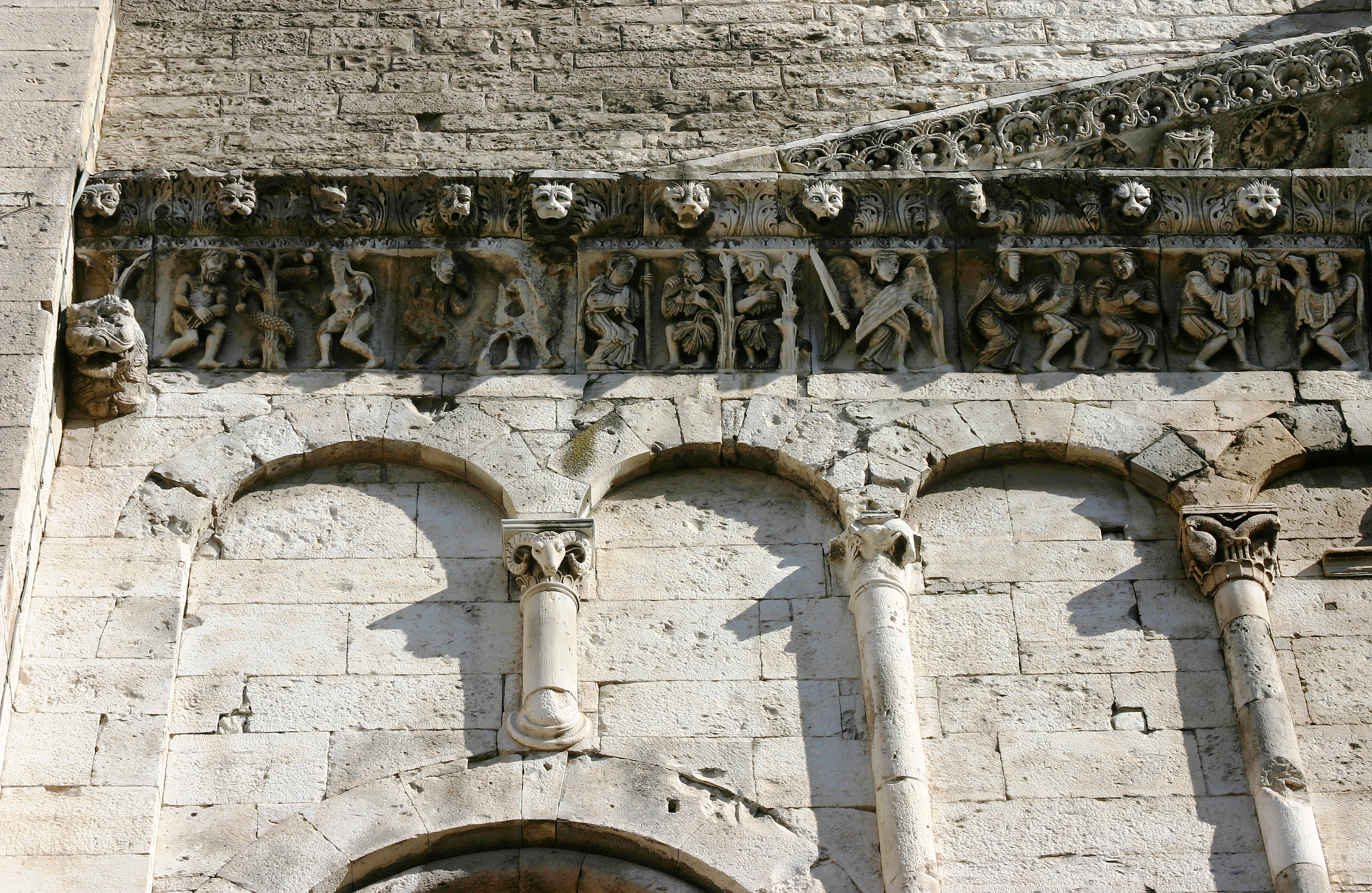
Figurální římsa na průčelí katedrály
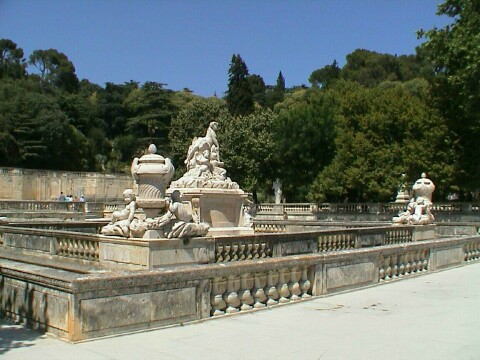
Jardin de la Fontaine

## Demografie
Počet obbyvatel

## Osobnosti spjaté s městem
- Domitius Afer († 59)

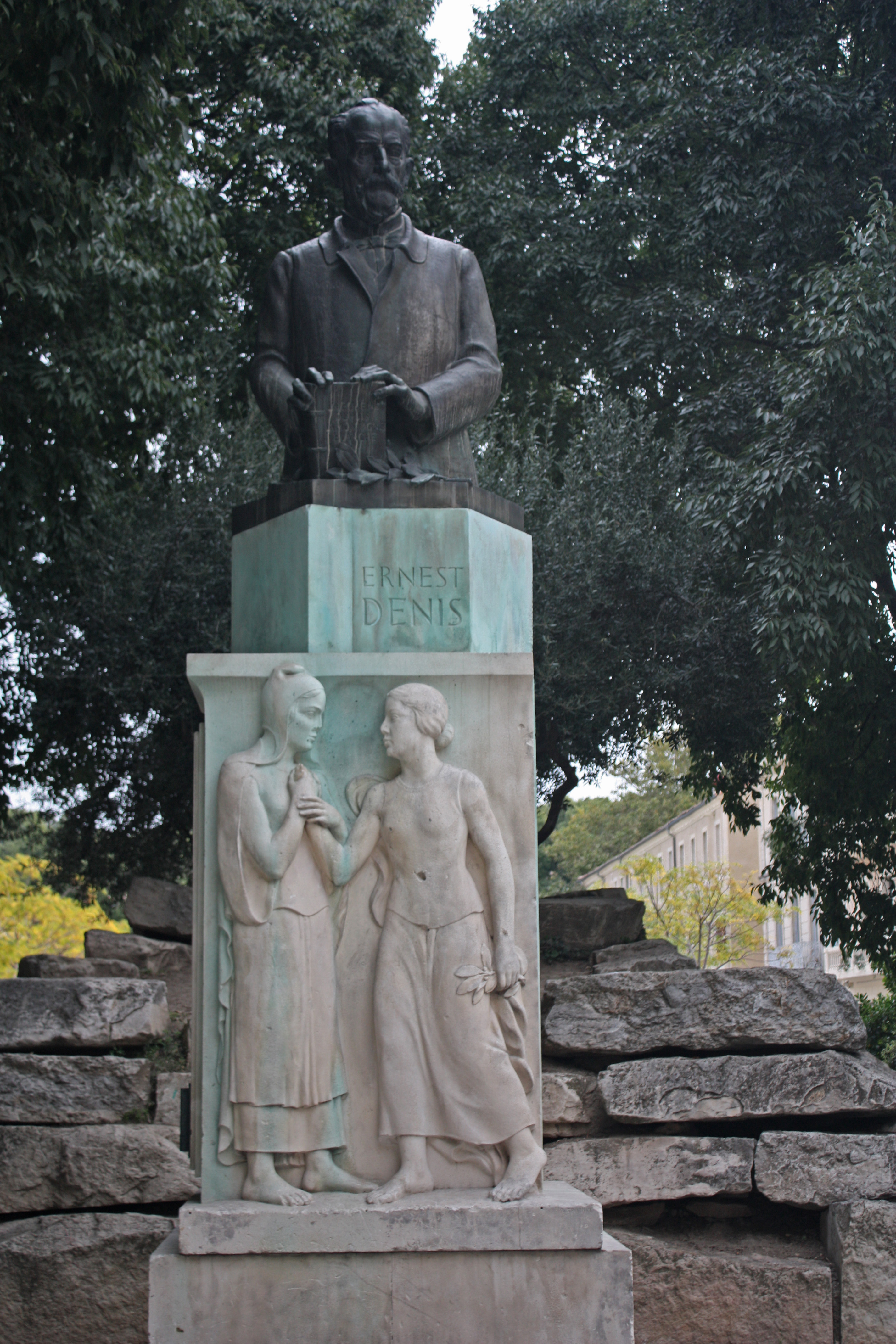
Pomník Ernesta Denise v Nîmes

- Klement IV. (cca 1195 – 1268), papež
- Jean Nicot (1530 – 1600), francouzský diplomat
- Louis-Joseph de Montcalm (1712 – 1759), šlechtic, velitel francouzských severoamerických vojsk v sedmileté válce
- Antoine de Rivarol (1753 – 1801), spisovatel, satirik
- Jean-Pierre Claris de Florian (1757 – 1794), spisovatel
- François Guizot (1787 – 1874), historik a liberální politik
- Adolphe Crémieux (1796 – 1880), právník, politik a novinář
- Frédéric Mistral (1830 – 1907), lyrický a epický básník z Provence
- Alphonse Daudet (1840 – 1897), spisovatel a dramatik
- Jean Gaston Darboux (1842 – 1917), matematik
- Ernest Denis (1849 – 1921), historik, politik, slavista a především bohemista
- Gaston Doumergue (1863 – 1937), politik a prezident
- Marguerite Longová (1874 – 1966), pianistka
- Henri Donnedieu de Vabres (1880 -1952), profesor práva a soudce během Norimberského procesu
- Édouard Daladier (1884 – 1970), politik
- Jean Paulhan (1884 – 1968), spisovatel a publicista
- Bernadette Lafont (1938 – 2013), herečka

### Čestní občané
- 3. října 1925 získal pražský primátor Karel Baxa (v nepřítomnosti) a jeho náměstek Ludvík Vaněk od nîmeského starosty Rougera čestné občanství města. Stalo se tak na slavnostním shromáždění u příležitosti odhalení pomníku Ernesta Denise, za přítomnosti francouzského premiéra Paula Painlevé.[1]

## Partnerská města
- Preston, Spojené království, od 1955.
- Verona, Itálie, od 1960.
- Braunschweig, Německo, od 1962.
- Praha, Česko, od 1967.
- Frankfurt nad Odrou, Německo, od 1976.
- Salamanca, Španělsko, od 1979.
- Rišon le-Cijon, Izrael, od 1986.
- Meknes, Maroko, od 2005.